# Овизм
Ови́зм (от лат. ovum — яйцо) — система взглядов биологов XVII—XVIII веков (Ш. Бонне, А. Валлиснери и др.), ошибочно считавших, что взрослый организм предобразован в женской половой клетке — яйце. Взгляды овистов, так же как и взгляды анималькулистов, являлись двумя направлениями преформизма и носили идеалистический и метафизический характер; по сути они отрицали развитие.